# Wiel van Elderen
Wiel van Elderen (Oisterwijk, 16 april 1942) is een voormalig Nederlands voetballer die tijdens zijn profloopbaan uitsluitend voor VVV uitkwam.

## Loopbaan
Van Elderen werd als jeugdspeler geselecteerd voor het Nederlands Militair Elftal (samen met onder andere Piet Keizer) en het Nederlands Elftal voor Spoorwegpersoneel. Op 19 mei 1963 maakte hij zijn competitiedebuut namens VVV in een met 6-0 verloren uitwedstrijd bij Enschedese Boys, nadat hij drie dagen eerder ook al in een bekerwedstrijd tegen Sportclub Enschede (4-2 verlies) was opgesteld. De linksback, die ook inzetbaar was als linkshalf of linksbuiten, stond drie jaar onder contract bij de Venlose eerstedivisionist. In 1965 vertrok hij naar de amateurs van RKSV Venlo waar hij in 1970 ook zijn loopbaan als gediplomeerd trainer begon. Later was hij ook nog trainer van onder meer Boxmeer, IVO, Swift '36 en VV Bieslo. Zijn spelerscarrière sloot Van Elderen in 1975 af bij VVV'03, de club waarvan hij later ook voorzitter werd. Daarnaast had Van Elderen een handel in bouw- en tegelmaterialen.

## Statistieken
| Seizoen         | Club            | Competitie      | Competitie | Competitie | Beker | Beker | Nacompetitie | Nacompetitie | Totaal | Totaal |
| Seizoen         | Club            | Competitie      | Wed.       | Dlp.       | Wed.  | Dlp.  | Wed.         | Dlp.         | Wed.   | Dlp.   |
| --------------- | --------------- | --------------- | ---------- | ---------- | ----- | ----- | ------------ | ------------ | ------ | ------ |
| 1962/63         | VVV             | Eerste divisie  | 6          | 0          | 1     | 0     | —            | —            | 7      | 0      |
| 1963/64         | VVV             | Eerste divisie  | 27         | 0          | 2     | 0     | —            | —            | 29     | 0      |
| 1964/65         | VVV             | Eerste divisie  | 5          | 0          | 1     | 0     | —            | —            | 6      | 0      |
| Carrière totaal | Carrière totaal | Carrière totaal | 38         | 0          | 4     | 0     | 0            | 0            | 42     | 0      |